# کسنیا دوبرینینا
کسنیا دوبرینینا (انگلیسی: Kseniya Dobrynina؛ زادهٔ ۱۱ ژانویهٔ ۱۹۹۴) دوچرخه‌سوار اهل روسیه است.